# 阿德默勒爾蒂峰
阿德默勒爾蒂峰（英語：Admiralty Peak），是英國海外領土南喬治亞與南桑威奇群島的山峰，位於南喬治亞島中部，威爾肯斯峰以東，海拔高度945米。